# Olive Thomas

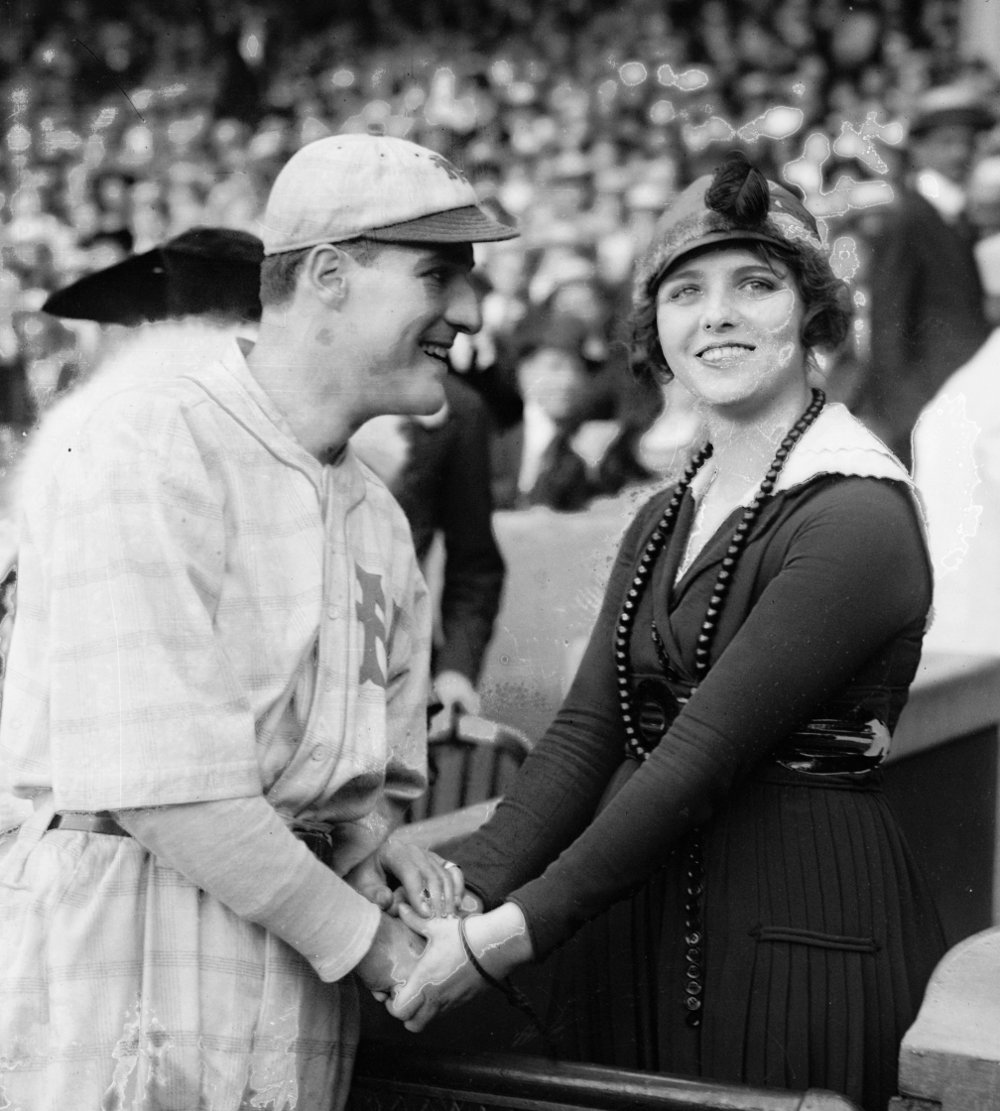
Olive Thomas (till höger), 1916

Olive Thomas, egentligen Oliveretta Elaine Duffy, född 20 oktober 1894 i Charleroi, Pennsylvania, USA, död 10 september 1920 i Neuilly-sur-Seine, Frankrike, var en amerikansk fotomodell och skådespelerska.
På flykt från fattigdom och ett tonårsäktenskap bosatte sig Thomas hos en kusin i New York. Hon fick arbete som affärsbiträde på ett varuhus i Harlem, men efter att ha vunnit en skönhetstävling som "den perfekta fotomodellen" utlyst av en tidning nådde hon snabbt stjärnstatus. Hon arbetade som fotomodell för modetidskrifterna Vogue och Vanity Fair. Efter att ha fått en roll i Ziegfeld Follies 1915 blev hon inte bara Broadways mest firade skönhet, kallad "världens vackraste flicka", utan räknades också som en av tidens mest lovande skådespelerskor.
Thomas gifte sig med Mary Pickfords bror Jack Pickford. Hon hittades senare död på ett hotellrum i Paris, endast 25 år gammal. Sannolikt var det en följd av en överdos sömnmedel, men rykten florerar också om att det rörde sig om kvicksilverförgiftning. Kvicksilver användes vid den tiden för att behandla syfilis.

## Filmografi (urval)

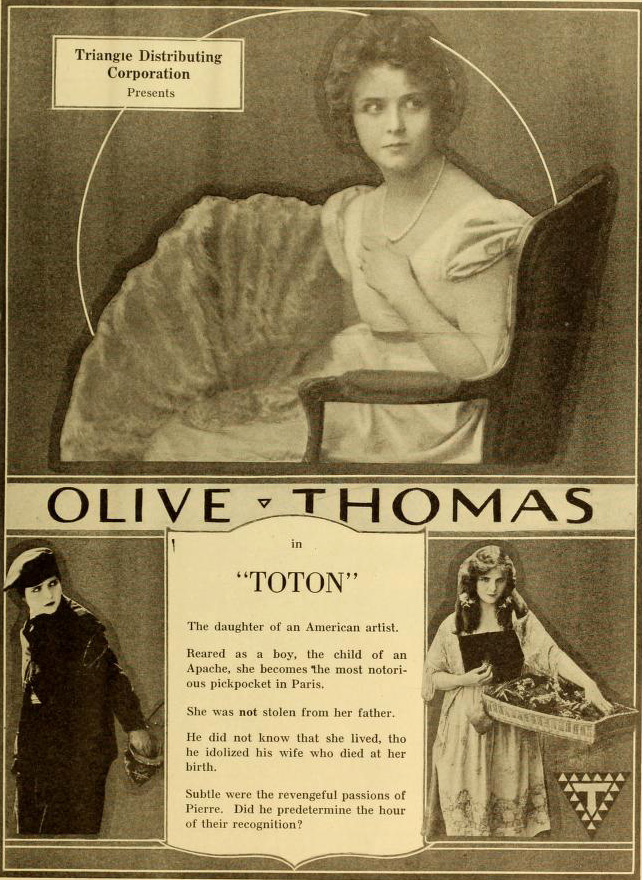
Toton (1919)

- 1916 – Beatrice Fairfax
- 1918 – Heiress for a Day
- 1919 – The Follies Girl
- 1920 – The Flapper
- 1920 – Everybody's Sweetheart